# نزگی، آنگولا
نزگی (به انگلیسی: Nzagi (Andrada)) شهری در استان لوندای شمالی واقع در کشور آنگولا است که در سال ۲۰۰۹ میلادی ۲۲٬۹۸۱ نفر جمعیت داشته است.